# 湯川町
湯川町（日语：／ Yunokawa chō */?）是過去位於北海道渡島支廳東南部的一個城鎮，已於1939年6月1日併入函館市，過去的轄區相當於現在的函館市湯川支所的負責範圍。

## 歷史
- 1902年4月1日：龜田郡上湯川村、下湯川村、龜尾村合併為湯川村，並成為北海道二級村。[1]
- 1936年6月1日：改制為湯川町。
- 1939年6月1日：湯川町被併入函館市。